# La Zaida
La Zaida ist eine spanische Gemeinde (municipio) in der Provinz Saragossa der autonomen Region Aragonien. Sie liegt in der Comarca Ribera Baja del Ebro. 2024 hatte die Gemeinde 428 Einwohner.

## Lage
La Zaida liegt etwa 65 Kilometer südöstlich von Saragossa am linken Ufer des Ebro, in den hier der Aguasvivas mündet, in einer Höhe von 155 m.

## Namensbedeutung
Der Name (La) Zaida kommt vom arabischen Begriff زيدة, Zayda, d. h. dem Eigennamen Zayd. Er deutet auf die Anwesenheit der zaiditischen schiitischen Minderheit hin.

## Bevölkerungsentwicklung seit 1900
| 1900 | 1910 | 1920 | 1930 | 1940 | 1950 | 1960 | 1970 | 1981 | 1991 | 2001 | 2011 | 2021 |
| ---- | ---- | ---- | ---- | ---- | ---- | ---- | ---- | ---- | ---- | ---- | ---- | ---- |
| 474  | 485  | 573  | 563  | 594  | 589  | 572  | 655  | 692  | 653  | 588  | 514  | 432  |

## Sehenswürdigkeiten
- Kirche
- Burgruine
- Rathaus

## Persönlichkeiten
- Pilar Alegría (* 1977), spanische Bildungsministerin